# Radca generalny Anglii i Walii
Radca generalny Anglii i Walii (en. Solicitor General for England and Wales), jeden z urzędników prawnych Korony, zastępca prokuratora generalnego.

## Lista radców generalnych
- 1461–1470: Richard Fowler
- 1470–1483: Richard Page
- 1483–1485: Thomas Lynom
- 1485–1503: Andrew Dimmock
- 1503–1507: Thomas Lucas
- 1507–1514: John Ernley
- 1514–1521: John Port Starszy
- 1521–1525: Richard Lyster
- 1525–1531: Christopher Hales
- 1531–1533: Baldwin Mallet
- 1533–1536: Richard Rich
- 1536–1540: William Whorwode
- 1540–1545: Henry Bradshaw
- 1545–1552: Edward Griffin
- 1552–1553: John Gosnel
- 1553–1557: William Cordell
- 1557–1559: Richard Weston
- 1559–1566: William Rosewell
- 1566–1569: Richard Osnlow
- 1569–1579: Thomas Bromley
- 1579–1581: John Popham
- 1581–1592: Thomas Egerton
- 1592–1594: Edward Coke
- 1594–1604: Thomas Fleming
- 1604–1607: John Doderidge
- 1607–1613: Francis Bacon
- 1613–1617: Henry Yelverton
- 1617–1621: Thomas Coventry
- 1621–1625: Robert Heath
- 1625–1634: Richard Sheldon
- 1634–1640: Edward Littleton
- 1640–1641: Edward Herbert
- 1641–1643: Oliver St John
- 1643–1645: Thomas Gardiner
- 1645–1649: Geoffrey Palmer
- 1648–1649: Edmund Prideaux
- 1649–1650: John Cooke
- 1650–1654: Robert Reynolds
- 1654–1660: William Ellis
- 1660–1670: Heneage Finch
- 1670–1671: Edward Turnour
- 1671–1673: Francis North
- 1673–1674: William Jones
- 1674–1679: Francis Winnington
- 1679–1686: Heneage Finch
- 1686–1687: Thomas Powis
- 1687–1689: William Williams
- 1689–1689: George Treby
- 1689–1692: John Somers
- 1692–1695: Thomas Trevor
- 1695–1702: John Hawles
- 1702–1707: Simon Harcourt
- 1707–1708: James Montagu
- 1708–1710: Robert Eyre
- 1710–1714: Robert Raymond
- 1714–1715: Nicholas Lechmere
- 1715–1717: John Alan
- 1717–1720: William Thomson
- 1720–1724: Philip Yorke
- 1724–1725: Clement Wearg
- 1726–1734: Charles Talbot
- 1734–1737: Dydley Ryder
- 1737–1742: John Strange
- 1742–1754: William Murray
- 1754–1756: Richard Lloyd
- 1756–1762: Charles Yorke
- 1762–1763: Fletcher Norton
- 1763–1766: William de Grey
- 1766–1768: Edward Willes
- 1768–1770: John Dunning
- 1770–1771: Edward Thurlow
- 1771–1778: Alexander Wedderburn
- 1778–1780: James Wallace
- 1780–1782: James Mansfield
- 1782–1782: John Lee
- 1782–1783: Richard Arden
- 1783–1783: John Lee
- 1783–1783: James Mansfield
- 1783–1784: Richard Arden
- 1784–1788: Archibald MacDonald
- 1788–1793: John Scott
- 1793–1799: John Mitford
- 1799–1801: William Grant
- 1801–1802: Spencer Perceval
- 1802–1805: Thomas Manners-Sutton
- 1805–1806: Vicary Gibbs
- 1806–1807: Samuel Romilly
- 1807–1812: Thomas Plumer
- 1812–1813: William Garrow
- 1813–1813: Robert Dallas
- 1813–1817: Samuel Shepherd
- 1817–1819: Robert Gifford
- 1819–1824: John Copley
- 1824–1826: Charles Wetherell
- 1826–1829: Nicholas Conyngham Tindal
- 1829–1830: Edward Sugden
- 1830–1832: William Horne
- 1832–1834: John Campbell
- 1834–1834: Charles Pepys
- 1834–1834: Robert Rolfe
- 1834–1835: William Webb Follett
- 1835–1839: Robert Rolfe
- 1839–1841: Thomas Wilde
- 1841–1844: William Webb Follett
- 1844–1845: Frederic Thesiger
- 1845–1846: Fitzroy Kelly
- 1846–1846: John Jervis
- 1846–1848: David Dundas
- 1848–1850: John Romilly
- 1850–1851: Alexander Cockburn
- 1851–1852: William Wood
- 1852–1852: Fitzroy Kelly
- 1852–1856: Richard Bethell
- 1856–1857: James Archibald Stuart-Wortley
- 1857–1858: Henry Singer Keating
- 1858–1859: Hugh Cairns
- 1859–1859: Henry Singer Keating
- 1859–1861: William Atherton
- 1861–1863: Roundell Palmer
- 1863–1866: Robert Collier
- 1866–1866: William Bovill
- 1866–1867: John Burgess Karslake
- 1867–1868: Charles Jasper Selwyn
- 1868–1868: William Brett
- 1868–1868: Richard Baggallay
- 1868–1871: John Coleridge
- 1871–1873: George Jessel
- 1873–1873: Henry James
- 1873–1874: William Vernon Harcourt
- 1874–1874: Richard Baggallay
- 1874–1875: John Holker
- 1875–1880: Hardinge Giffard
- 1880–1885: Farrer Herschell
- 1885–1886: John Eldon Gorst
- 1886–1886: Horace Davey
- 1886–1892: Edward George Clarke
- 1892–1894: John Rigby
- 1894–1894: Robert Reid
- 1894–1895: Frank Lockwood
- 1895–1900: Robert Finlay
- 1900–1905: Edward Carson
- 1905–1908: William Robson
- 1908–1910: Samuel Evans
- 1910–1910: Rufus Isaacs
- 1910–1913: John Simon
- 1913–1915: Stanley Buckmaster
- 1915–1915: Frederick Smith
- 1915–1916: George Cave
- 1916–1919: Gordon Hewart
- 1919–1922: Ernest Pollock
- 1922–1922: Leslie Scott
- 1922–1924: Thomas Inskip
- 1924–1924: Henry Slesser
- 1924–1928: Thomas Inskip
- 1928–1929: Frank Merriman
- 1929–1930: James Melville
- 1930–1931: Stafford Cripps
- 1931–1932: Thomas Inskip
- 1932–1933: Frank Merriman
- 1933–1936: Donald Somervell
- 1936–1940: Terence O’Connor
- 1940–1942: William Jowitt
- 1942–1945: David Maxwell Fyfe
- 1945–1945: Walter Monckton
- 1945–1951: Frank Soskice
- 1951–1951: Lynn Ungoed-Thomas
- 1951–1954: Reginald Manningham-Buller
- 1954–1959: Harry Hylton-Foster
- 1959–1962: Jocelyn Simon
- 1962–1962: John Hobson
- 1962–1964: Peter Rawlinson
- 1964–1967: Dingle Foot
- 1967–1970: Arthur Irvine
- 1970–1972: Geoffrey Howe
- 1972–1974: Michael Havers
- 1974–1979: Peter Archer
- 1979–1983: Ian Percival
- 1983–1987: Patrick Mayhew
- 1987–1992: Nicholas Lyell
- 1992–1997: Derek Spencer
- 1997–1998: Charles Falconer, baron Falconer of Thoroton
- 1998–2001: Ross Cranston
- 2001–2005: Harriet Harman
- 2005–2007: Mike O’Brien
- 2007–2010: Vera Baird
- 2010–2012: Edward Garnier
- 2012–2014: Oliver Heald
- 2014–2019: Robert Buckland
- 2019–2020: Lucy Frazer
- od 2020: Michael Ellis